# Duripelta
Duripelta là một chi nhện trong họ Orsolobidae.